# Aetanthus engelsii
Aetanthus engelsii är en tvåhjärtbladig växtart som först beskrevs av Philippe Édouard van Tieghem, och fick sitt nu gällande namn av Adolf Engler. Aetanthus engelsii ingår i släktet Aetanthus och familjen Loranthaceae. Inga underarter finns listade i Catalogue of Life.